# Mustelinae
Los mustelinos (Mustelinae) son una subfamilia de mamíferos carnívoros de la familia Mustelidae. Se distribuyen en Eurasia, América y el norte de África.

## Géneros y especies vivientes de Mustelinae
Según Mammal Species of the World (2005) existen 15 géneros vivientes con sus respectivas especies:
- Género Arctonyx
  - Arctonyx collaris
- Género Eira
  - Eira barbara
- Género Galictis
  - Galictis vittata
  - Galictis cuja
- Género Gulo
  - Gulo gulo
- Género Ictonyx
  - Ictonyx striatus
  - Ictonyx libycus
- Género Lyncodon
  - Lyncodon patagonicus
- Género Martes
  - Martes americana
  - Martes flavigula
  - Martes foina
  - Martes gwatkinsii
  - Martes martes
  - Martes melampus
  - Martes pennanti
  - Martes zibellina
- Género Meles
  - Meles anakuma
  - Meles leucurus
  - Meles meles
- Género Mellivora
  - Mellivora capensis
- Género Melogale
  - Melogale everetti
  - Melogale moschata
  - Melogale orientalis
  - Melogale personata
- Género Mustela
  - Mustela africana
  - Mustela altaica
  - Mustela erminea
  - Mustela eversmannii
  - Mustela felipei
  - Mustela frenata
  - Mustela itatsi
  - Mustela kathiah
  - Mustela lutreola
  - Mustela lutreolina
  - Mustela nigripes
  - Mustela nivalis
  - Mustela nudipes
  - Mustela putorius
  - Mustela sibirica
  - Mustela strigidorsa
  - Mustela subpalmata
- Género Neovison
  - Neovison vison
  - Neovison macrodon (siglo XIX †)
- Género Poecilogale
  - Poecilogale albinucha
- Género Taxidea
  - Taxidea taxus
- Género Vormela
  - Vormela peregusna

Actualmente solo se incluyen aquí las especies de los géneros Mustela y Neovison.